# 宛名職人
宛名職人（あてなしょくにん）はソースネクストが販売しているはがき作成ソフトウェアである。
もとはアジェンダが開発・販売していたMacintosh用のはがき作成ソフトウェアで、Macintosh本体にも標準で添付されているなど、大きなシェアを誇っていた。Mac用の同ジャンルソフトとしては2016年現在、23年連続No.1を誇る。
1998年10月からはWindows版もリリースされた。以降、Windows版は商品名に西暦を、Macintosh版はVer.1からの通し番号を商品名に使用している。
2004年8月30日、アジェンダはソースネクストとWindows版の業務提携を発表した。以降、Windows版に関しては、店頭ではソースネクストのパッケージが販売され、アジェンダ公式サイトでは機能強化したPremium版がインターネット限定で販売されていた。
2016年4月1日、宛名職人シリーズソフトウェアの著作権・商標権等の権利をアジェンダからソースネクストへ譲渡した。今後はソースネクストがすべての販売・サポートを行うこととなった。開発についてはソースネクストからの委託でアジェンダが行う。
2017年現在、ソースネクストが「筆まめ」「筆王」「宛名職人」と3本のはがき作成ソフトを開発・販売していることになるが、「宛名職人は機能を抑えたシンプルなUIとし、より簡単に年賀状作成ができるようにし、筆まめと筆王の差別化を図っている」と位置づけの違いを説明している。

## バージョン履歴
- 宛名職人Ver.1.0 - 1993年10月発売。
- 宛名職人Ver.2.0 -
- 宛名職人Ver.3.0 -
- 宛名職人Ver.4 -
- 宛名職人Ver.5 - 1997年10月17日発売。
- 宛名職人98(Windows) / 宛名職人Ver.6(Macintosh) - 1998年10月発売。
- 宛名職人2000(Windows) / 宛名職人Ver.7(Macintosh) - 1999年10月8日発売[5]。Windows版は日本IBMの音声認識システム「ViaVoice 98」を搭載した。
- 宛名職人2001(Windows) / 宛名職人Ver.8(Macintosh) - 2000年10月6日発売[6]。
- 宛名職人2002(Windows) / 宛名職人Ver.9(Macintosh) - 2001年10月5日発売[7]。
- 宛名職人2003(Windows) / 宛名職人Ver.10(Macintosh) - 2002年10月1日発売[8]。
- 宛名職人2004Premium(Windows) / 宛名職人Ver.11(Macintosh) - 2003年10月17日発売。
- 宛名職人2005(Windows) / 宛名職人Ver.12(Macintosh) - 2004年10月8日発売。このバージョンよりWindows版のみソースネクストと業務提携し、宛名職人2005(ソースネクスト版)が9月24日からパッケージとダウンロード販売を開始し[9]、宛名職人2005(アジェンダ版)が10月8日よりダウンロードのみで販売する形式になった。ソースネクスト版とアジェンダ版では、価格や一部機能、搭載イラストなどが異なる[10]。
- 宛名職人2006Premium(Windows) / 宛名職人Ver.13(Macintosh) - 2005年10月7日発売[11]。宛名職人2006(ソースネクスト版)は9月30日発売[12]。
- 宛名職人2007Premium(Windows) / 宛名職人Ver.14(Macintosh) - 2006年10月5日発売[13]。宛名職人2007(ソースネクスト版)は9月8日発売[14]。
- 宛名職人2008Premium(Windows) - 2007年11月1日発売[15]。宛名職人Ver.15(Macintosh版)も同時発売を予定していたが[16]、開発遅延の問題があり、延期が繰り返され、結局この年には発売されなかった。宛名職人2008(ソースネクスト版)は9月7日発売[17]。
- 宛名職人2009Premium(Windows) / 宛名職人Ver.15(Macintosh) - 2008年10月3日と10月31日に発売。宛名職人2009(ソースネクスト版)は10月3日発売[18]。
- 宛名職人2010Premium(Windows) / 宛名職人Ver.16(Macintosh) - 2009年10月2日発売[19]。宛名職人2010(ソースネクスト版)は9月4日発売[20]。
- 宛名職人2011Premium(Windows) / 宛名職人Ver.17(Macintosh) - 2010年10月1日発売[21][22]。このバージョンからソースネクスト版がなくなり、アジェンダのみが販売。
- 宛名職人2012Premium(Windows) / 宛名職人Ver.18(Macintosh) - 2011年10月7日発売。
- 宛名職人2013Premium(Windows) / 宛名職人Ver.19(Macintosh) - 2012年10月5日発売。
- 宛名職人2014Premium(Windows) / 宛名職人Ver.20(Macintosh) - 2013年10月4日発売[23]。
- 宛名職人2015Premium(Windows) / 宛名職人Ver.21(Macintosh) - 2014年10月3日発売[24]。
- 宛名職人2016Premium(Windows) / 宛名職人Ver.22(Macintosh) - 2015年9月25日発売[25]。
- 宛名職人2017Premium(Windows) / 宛名職人Ver.23(Macintosh) - 2016年9月2日発売[26]。権利譲渡に伴い、このバージョンからソースネクストが開発・販売・サポートをする。
- 宛名職人2018Premium(Windows) / 宛名職人Ver.24(Macintosh) - 2017年9月6日発売[27]。
- 宛名職人2019Premium(Windows) / 宛名職人Ver.25(Macintosh) - 2018年9月7日発売[28]。
- 宛名職人2020Premium(Windows) / 宛名職人Ver.26(Macintosh) - 2019年9月6日発売[29]。
- 宛名職人2021Premium(Windows) / 宛名職人Ver.27(Macintosh) - 2020年9月4日発売[30]。
- 宛名職人2022Premium(Windows) / 宛名職人Ver.28(Macintosh) - 2021年9月3日発売[31]。
- 宛名職人2023Premium(Windows) / 宛名職人Ver.29(Macintosh) - 2022年9月7日発売[32]。
- 宛名職人2024Premium(Windows) / 宛名職人Ver.30(Macintosh) - 2023年9月5日発売[33]。
- 宛名職人2025Premium(Windows) / 宛名職人Ver.31(Macintosh) - 2024年9月3日発売[34]。

## 特別なバージョン

### 宛名職人MOOK版
ムックに付属する形で提供されているバージョン。「宛名職人MOOK版(バージョン番号)」の形式で命名されている。
2002年10月発売のムックで最初の「宛名職人MOOK版」が登場し、以降、2003年10月発売のムックで「宛名職人MOOK版2」など毎年リリースされ、2021年10月発売のムックに付属するものが「宛名職人MOOK版20」となる。オリジナル版とは異なるナンバリングを持っている。

### 宛名職人エコリカ版
エコリカが販売促進として自社商品購入者に配布しているバージョン。Windows版のみでMac向けはない。特別仕様版のため、同一バージョンのPremium版とは一部の仕様が異なる。
2015年11月に「宛名職人2016 エコリカ版」の配布を行ったのが最初で、以降、2016年11月には「宛名職人2017 エコリカ版」、2017年10月には「宛名職人2018 エコリカ版」の配布が行われた。
その後は同様のキャンペーンは行われていない。

### 宛名職人キヤノン版
キヤノンが2010年11月から2011年1月までの期間限定で自社製品購入者に配布したバージョン。Windows版のみでMac向けはない。